# Léon Thiébaut
Léon Thiébaut (n. 19 noiembrie 1880, Paris, Île-de-France, Franța – d. 13 octombrie 1956, Paris, Île-de-France, Franța) a fost un scrimer francez, medaliat olimpic. A participat la o ediție a Jocurilor Olimpice (1900) în care a câștigat o medalie de argint.

## Participări
Lista de mai jos prezintă principalele competiții la care a participat Léon Thiébaut de-a lungul carierei.
- fencing at the 1900 Summer Olympics – men's sabre[*]